# Cinema Odéon

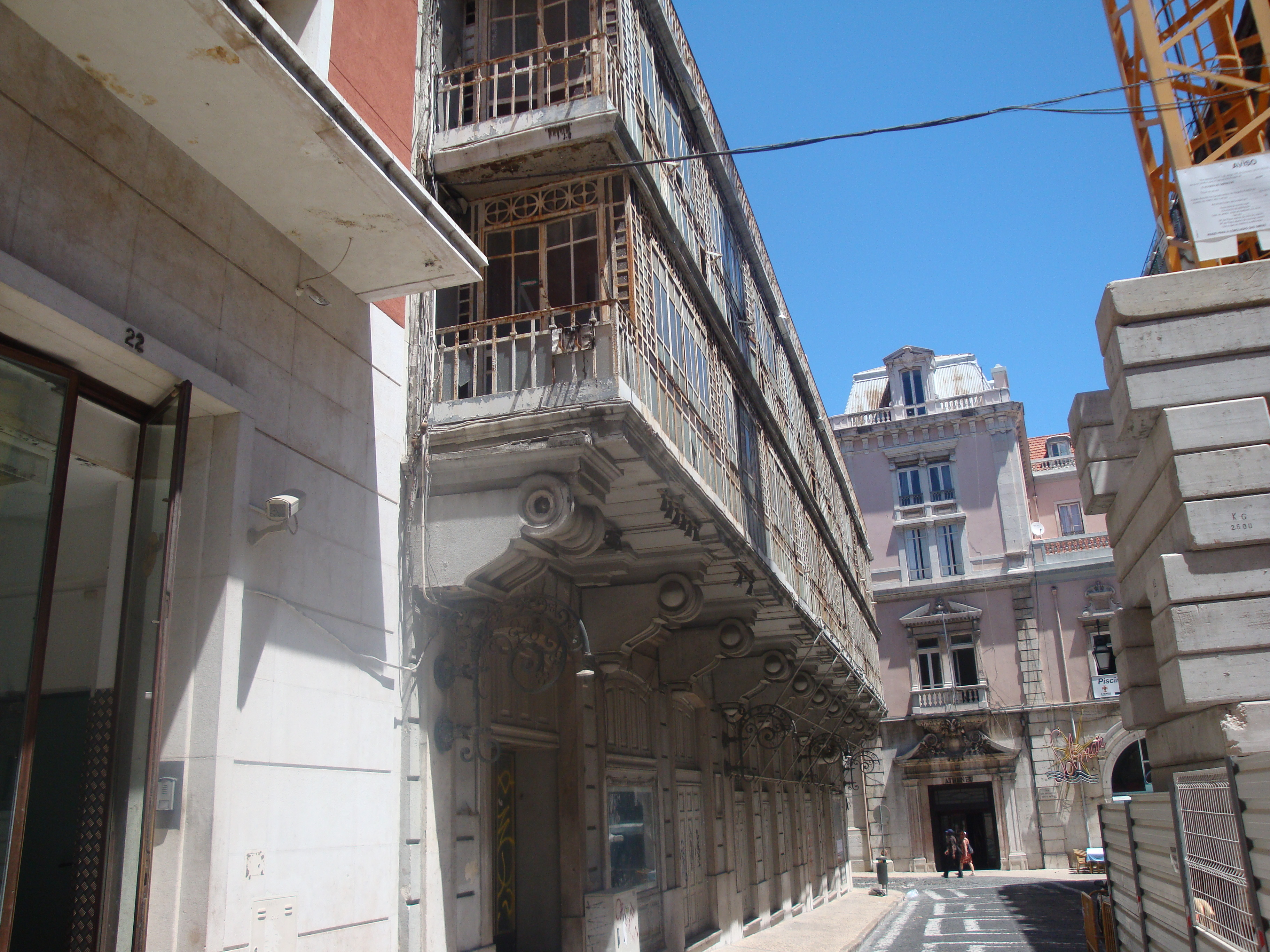
Cinema Odéon, do lado esquerdo

O Cinema Odéon é um antigo cinema de Lisboa, localizado na Rua dos Condes, freguesia de São José.
E 2008 encontrava-se em "Vias de Classificação" pelo IGESPAR.
Consta do Inventário Municipal de Património elaborado pela Câmara Municipal de Lisboa.
O cinema data de 21 de Setembro de 1927, considerado o cinema com mais história de Lisboa. O Cinema Odéon é a única sala de espectáculos de Lisboa com alusões ao período de Arte Déco: destaca-se um frontão de palco nesse estilo; pé direito com tecto em madeira de verbena; um lustre de néons dependurado do tecto; e um camarote lateral suspenso.
Este cinema encontra-se fechado e exteriormente é notado o seu estado de progressiva degradação. Esteve à venda desde meados da década de 1990.
Vai ser transformado propriedade de luxo com dez apartamentos e um restaurante. Com o objetivo de manter a história do edifício, serão preservados todos os elementos mais icónicos do local — deste as varandas e marquises até ao frontão art déco.